# أجريست
| مخطط المناخ Campina Grande | مخطط المناخ Campina Grande | مخطط المناخ Campina Grande | مخطط المناخ Campina Grande | مخطط المناخ Campina Grande | مخطط المناخ Campina Grande | مخطط المناخ Campina Grande | مخطط المناخ Campina Grande | مخطط المناخ Campina Grande | مخطط المناخ Campina Grande | مخطط المناخ Campina Grande | مخطط المناخ Campina Grande |
| --- | -------------------------- | -------------------------- | -------------------------- | -------------------------- | -------------------------- | -------------------------- | -------------------------- | -------------------------- | -------------------------- | -------------------------- | -------------------------- |
| 01 | 02                         | 03                         | 04                         | 05                         | 06                         | 07                         | 08                         | 09                         | 10                         | 11                         | 12                         |
| 27 30 20 | 41 30 20                   | 74 28 20                   | 94 28 20                   | 118 27 18                  | 119 26 18                  | 84 25 18                   | 59 24 18                   | 24 27 18                   | 13 28 19                   | 16 29 20                   | 19 30 20                   |
| متوسط درجة-الحرارة °س مجاميع الهطل مم |                            |                            |                            |                            |                            |                            |                            |                            |                            |                            |                            |
| بالوحدات الإنكليزية \| 01 \| 02 \| 03 \| 04 \| 05 \| 06 \| 07 \| 08 \| 09 \| 10 \| 11 \| 12 \| \| 1.1 86 68 \| 1.6 86 68 \| 2.9 82 68 \| 3.7 82 68 \| 4.6 81 64 \| 4.7 79 64 \| 3.3 77 64 \| 2.3 75 64 \| 0.9 81 64 \| 0.5 82 66 \| 0.6 84 68 \| 0.7 86 68 \| \| متوسط درجة-الحرارة °ف مجاميع الهطول ″ \| \| \| \| \| \| \| \| \| \| \| \| |                            |                            |                            |                            |                            |                            |                            |                            |                            |                            |                            |
| 01 | 02                         | 03                         | 04                         | 05                         | 06                         | 07                         | 08                         | 09                         | 10                         | 11                         | 12                         |
| 1.1 86 68 | 1.6 86 68                  | 2.9 82 68                  | 3.7 82 68                  | 4.6 81 64                  | 4.7 79 64                  | 3.3 77 64                  | 2.3 75 64                  | 0.9 81 64                  | 0.5 82 66                  | 0.6 84 68                  | 0.7 86 68                  |
| متوسط درجة-الحرارة °ف مجاميع الهطول ″ |                            |                            |                            |                            |                            |                            |                            |                            |                            |                            |                            |

أجريست هي منطقة برازيلية ضيقة تقع في ولايات ريو جراند دو نورت، بارايبا، بيرنامبكو، ألاجوس، سيرجيب و باهيا بين الغابة الساحلية زونا دا ماتا و سيرتاو القاحلة. تتلاشي أجريست بعد وصولها ريو جراند دو نورت بسبب كسر سلسلة الجبال التي تحجز تيارات الهواء من المحيط الأطلنطي. هذا الحد هو ما يحث علي هطول أمطار غزيرة في منطقة الغابات الساحلية الأطلسية .

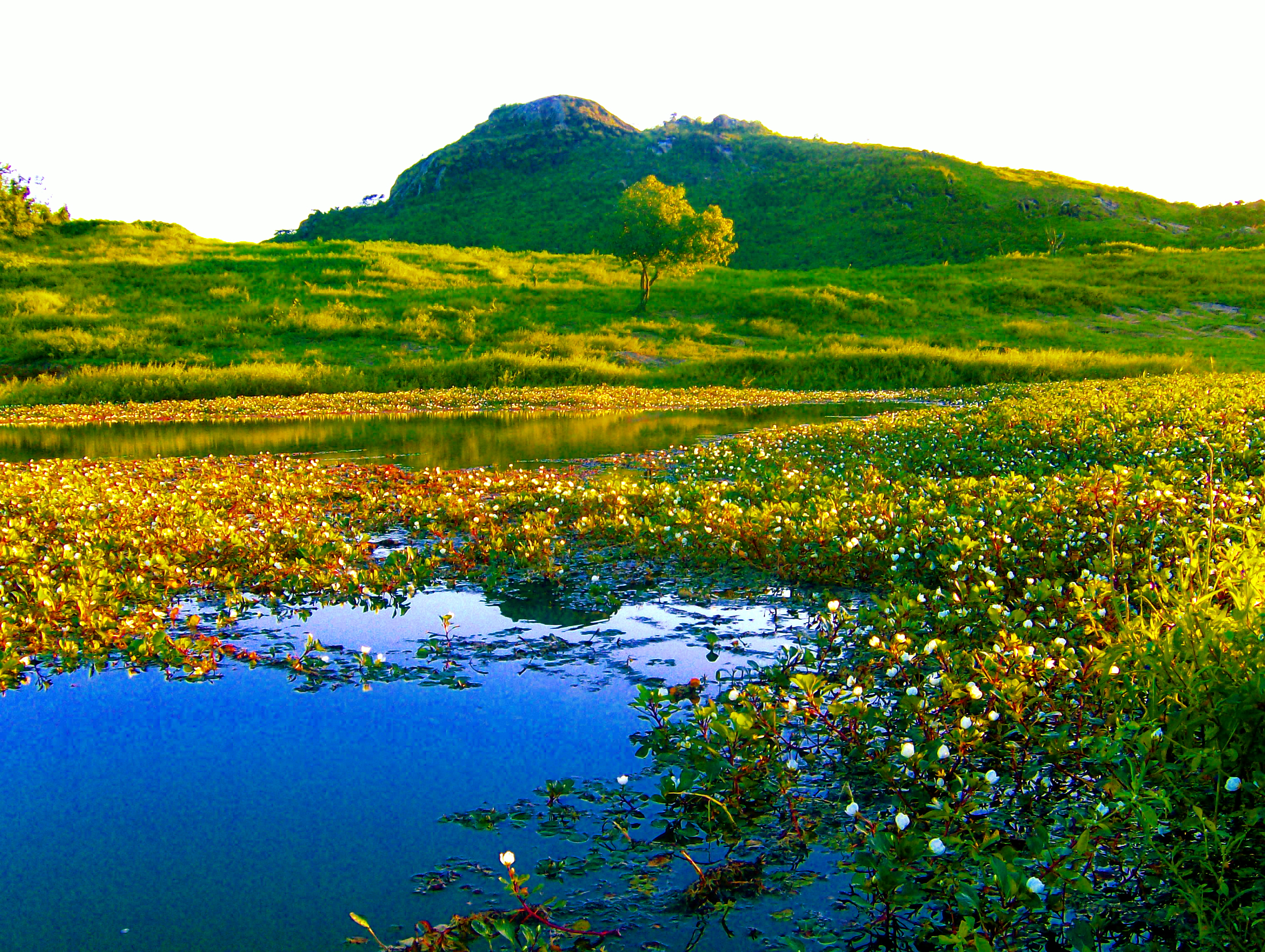
پيدرا دو كوردييرو في أجريست

منطقة البرازيل إقليم نورديست 1-ميو-نورت 2- سيرتاو 3-أجريست 4-زونا دا ماتا الدولة: البرازيل

معظم أجريست تلالية، ترتفع أكثر في الجنوب فيما عدا جانب وادي نهر ساو فرانسيسكو الضيق. تُستخدم هذه الأرض غالباْ في الزراعة المختلطة . الفاكهة المنتشرة حيث للبطيخ أهمية خاصة.
تتأثر أجريست بالجفاف كثيراْ مثل سرتاو على الرغم من أن التأثيرات أقل شدة. فقط بعض المناطق المرتفعة التي تكون غالباْ في بيرناميوكو، حيث تقع بعض المدن مثل جارانهانس وترياتقو، لديهم القابلية ليصلوا إلي درجات حرارة أقل من 10 درجات مئوية في غزء من السنة، دائماْ ما تتطابق مع شتاء أمريكا الجنوبية.

## المناخ
المناخ حار مصحوب بالرطوبة مع أمطار غزيرة في المنطقة الرئيسية كامبينا جراند في متوسط 700 مللِمتر في العام وتتراوح ما بين أقل من 10 مللِمتر في أكتوبر ونوڤمبر و نحو 120 ملليمتر في مايو ويونيو (مصدر مخطط المناخ Guaraibira) (مصدر مخطط المناخ Campina Grand).
| مخطط المناخ Guarabira | مخطط المناخ Guarabira | مخطط المناخ Guarabira | مخطط المناخ Guarabira | مخطط المناخ Guarabira | مخطط المناخ Guarabira | مخطط المناخ Guarabira | مخطط المناخ Guarabira | مخطط المناخ Guarabira | مخطط المناخ Guarabira | مخطط المناخ Guarabira | مخطط المناخ Guarabira |
| --- | --------------------- | --------------------- | --------------------- | --------------------- | --------------------- | --------------------- | --------------------- | --------------------- | --------------------- | --------------------- | --------------------- |
| 01 | 02                    | 03                    | 04                    | 05                    | 06                    | 07                    | 08                    | 09                    | 10                    | 11                    | 12                    |
| 41 32 22 | 63 33 22              | 98 33 22              | 122 31 21             | 151 30 21             | 202 29 20             | 88 29 19              | 56 29 19              | 22 30 20              | 12 31 21              | 20 32 22              | 45 32 22              |
| متوسط درجة-الحرارة °س مجاميع الهطل مم |                       |                       |                       |                       |                       |                       |                       |                       |                       |                       |                       |
| بالوحدات الإنكليزية \| 01 \| 02 \| 03 \| 04 \| 05 \| 06 \| 07 \| 08 \| 09 \| 10 \| 11 \| 12 \| \| 1.6 90 72 \| 2.5 91 72 \| 3.9 91 72 \| 4.8 88 70 \| 5.9 86 70 \| 8 84 68 \| 3.5 84 66 \| 2.2 84 66 \| 0.9 86 68 \| 0.5 88 70 \| 0.8 90 72 \| 1.8 90 72 \| \| متوسط درجة-الحرارة °ف مجاميع الهطول ″ \| \| \| \| \| \| \| \| \| \| \| \| |                       |                       |                       |                       |                       |                       |                       |                       |                       |                       |                       |
| 01 | 02                    | 03                    | 04                    | 05                    | 06                    | 07                    | 08                    | 09                    | 10                    | 11                    | 12                    |
| 1.6 90 72 | 2.5 91 72             | 3.9 91 72             | 4.8 88 70             | 5.9 86 70             | 8 84 68               | 3.5 84 66             | 2.2 84 66             | 0.9 86 68             | 0.5 88 70             | 0.8 90 72             | 1.8 90 72             |
| متوسط درجة-الحرارة °ف مجاميع الهطول ″ |                       |                       |                       |                       |                       |                       |                       |                       |                       |                       |                       |